# Ah, quel scandale !
Pour les articles homonymes, voir George White's Scandals (homonymie).
Pour plus de détails, voir Fiche technique et Distribution.
Ah, quel scandale ! (George White's Scandals) est un film américain de 1945 réalisé par Felix E. Feist, avec Joan Davis, Jack Haley, Phillip Terry et Glenn Tryon. Il met en vedette le Magicien d’Oz de Haley, Margaret Hamilton. Ce film comprenait de la musique d’Edwin Finckel.

## Synopsis
Cette revue de Broadway parle de deux amours. La romance entre l’humoriste Joan Mason et Jack Evans de Boston est facilement perturbée par la sœur cynique de Jack, Clarabelle Evans, qui est contre leur relation. La romance entre la riche britannique Jill Martin et Tom McGrath, l’assistant de l’imprésario de Broadway George White, est une relation amour-haine. Gene Krupa et son groupe, avec l’organiste virtuose Ethel Smith, font beaucoup danser les deux couples.

## Fiche technique
- Titre français : Ah, quel scandale ![1]
- Tire original : George White's Scandals
- Pays de production :  États-Unis
- Date de sortie : 
  - États-Unis : 11 juin 1943
  - France : 12 octobre 1945[1]

## Distribution
- Joan Davis : Joan Mason
- Jack Haley : Jack Evans
- Phillip Terry : Tom McGrath
- Martha Holliday : Jill Martin
- Margaret Hamilton : Clarabelle Evans
- Glenn Tryon : George White
- Sam Ash : directeur de discothèque
- Rose Murphy : Hilda (la bonne de Joan)
- Jane Greer : Billie Randall (présentée comme Bettyjane Greer)